# 中国人民解放军第5702工厂
中国人民解放军第5702工厂（国营四达机械制造公司），是一家隶属中国人民解放军空军装备部的企业，位于中国陕西省武功县，成立于1959年。中国人民解放军第5702工厂主营飞机及航空发动机的维修。公司在杨凌农业高新技术产业示范区拥有另一个厂区。
公司有子公司三个：航空科技有限责任公司、轻钢建筑工程有限公司、昌达实业总公司，业务涵盖汽车改装、轻钢结构、建筑安装、复合材料等，兼营开发研制与生产。武功县厂区占地面积约为250万平方米，职工人数超过三千，约有一千名专业技术人员。公司在杨凌农业高新技术产业示范区建有新厂区。